# Czatkowice (województwo dolnośląskie)
Czatkowice (niem. Tschotschkowitz, 1939 - 1945 Brandetal) – wieś w Polsce położona w województwie dolnośląskim, w powiecie milickim, w gminie Milicz.
W latach 1954–1961 wieś należała i była siedzibą władz gromady Czatkowice, po jej zniesieniu w gromadzie Sławoszowice. W latach 1975–1998 miejscowość administracyjnie należała do województwa wrocławskiego.